# 舊熱帶界

旧热带界

旧热带界（英语：Afrotropical realm），之前称埃塞俄比亞界（Ethiopian Zone或Ethiopian Region），是一個面積達到2210萬平方公里的動物地理分區，涵蓋撒哈拉以南非洲、阿拉伯半岛南部和伊朗东南部。
馬達加斯加和鄰近海島形成很特別的區域，內有許多地方性特有物種，譬如狐猴總科。馬達加斯加和塞舌爾群島是古大陸岡瓦納古陸的一部分，是從非洲分裂出來的。

## 生態區域

旧热带界的生態群落